# Echthrus niger
Echthrus niger är en stekelart som beskrevs av Cresson 1868. Echthrus niger ingår i släktet Echthrus och familjen brokparasitsteklar. Inga underarter finns listade i Catalogue of Life.